# Trichodamon princeps
Trichodamon princeps är en spindeldjursart som beskrevs av Cândido Firmino de Mello-Leitão 1935. 
Trichodamon princeps ingår i släktet Trichodamon och familjen Phrynichidae. Inga underarter finns listade i Catalogue of Life.